# Gabino de Lorenzo
Gabino de Lorenzo Ferrera, né le 14 février 1943 à Oviedo, est un homme politique espagnol membre du Parti populaire (PP). Il est maire d'Oviedo entre 1991 et 2012, et délégué du gouvernement entre 2014 et 2018.

## Biographie

### Carrière d'ingénieur
Formé à l'école technique supérieure des ingénieurs des mines d'Oviedo, il commence à travailler dans les hauts fourneaux d'une usine Uninsa, à Oviedo. Il trouve un emploi similaire chez Endisesa, où il obtient le poste d'ingénieur, chef de la division fonte brute-coke. Par la suite, il réussit son doctorat de génie industriel à l'université d'Oviedo.

### Débuts en politique
Il adhère à l'Alliance populaire (AP) en 1983. Quatre ans plus tard, lors des élections municipales du 10 juin 1987, il mène la liste de l'AP à Oviedo. Sa candidature remporte 31 022 voix, soit 32,39 % des suffrages et 10 conseillers municipaux sur 27 à pourvoir, soit deux de moins que le Parti socialiste ouvrier espagnol (PSOE). Du fait de l'abstention du Centre démocratique et social (CDS), le socialiste Antonio Masip conserve la mairie.

### Maire d'Oviedo
À l'issue d'un mandat de chef de l'opposition municipale, il est réinvesti tête de liste pour les élections municipales du 26 mai 1991. Il sort en tête du scrutin, totalisant 39 007 suffrages, ce qui lui donne 44,2 % des exprimés et 13 élus. Le 15 juin suivant, à l'âge de 48 ans, Gabino de Lorenzo est investi maire d'Oviedo avec 13 votes favorables, les deux élus du CDS ayant fait le choix de l'abstention.
Candidat à sa succession au cours des élections du 28 mai 1995, il en est le vainqueur écrasant. Sa liste engrange 73 462 voix, soit 63,10 % des suffrages. Il fait ainsi élire 18 conseillers municipaux, trois fois plus que le PSOE.
Dès le mois d'octobre suivant, il décide une forte hausse de la taxe sur le foncier bâti (IBI), qui amène à un doublement – en moyenne – du montant payé par les contribuables assujettis, alors qu'il avait fait la promesse de ne pas toucher aux impôts locaux.
En juillet 1996, la Gauche unie (IU) met en cause sa gestion des finances municipales, dévoilant des dépenses somptuaires en repas, soirées, cadeaux, ainsi que des dépenses de protocole s'élevant à un milliard et demi de pesetas en 1995. Il reçoit aussitôt le soutien public du premier vice-président du gouvernement, ministre de la Présidence et secrétaire général du Parti populaire Francisco Álvarez-Cascos, qui affirme que la polémique porte en réalité sur des factures d'un total de 9 300 pesetas et qu'elle relève d'une « histoire d'un grand mensonge très bien raconté [afin] de discréditer une politique municipale modèle et convaincante ».
En janvier 1999, aux côtés de son adjoint à l'Urbanisme, il reconnaît que la construction de l'hippodrome de la ville se fait pour un budget cinq fois plus élevé, n'a jamais été approuvé par aucune instance, ne dispose pas d'un certain nombre d'autorisations et ne respecte pas un ordre de suspension des travaux du département de l'Équipement du gouvernement régional ; il obtient à nouveau le soutien public et appuyé d'Álvarez-Cascos, qui explique que « les irrégularités sont rectifiables » et s'en prend au gouvernement régional de Sergio Marqués.
Si ces différentes polémiques ne l'empêchent pas de conserver le pouvoir au cours des élections municipales du 13 juin 1999, elles ne sont pas sans conséquence sur son résultat : il retombe à 55 259 voix, ce qui équivaut à 49,11 % des suffrages et 15 élus au conseil municipal. Au mois d'août, IU dénonce sa gestion des comptes publics auprès du tribunal des comptes, en particulier les années 1994 et 1995. Dans un rapport remis aux Cortes Generales en décembre, la haute juridiction confirme que Gabino de Lorenzo a passé des marchés publics en dehors de tout cadre légal, allant même jusqu'à ne pas consulter le conseil municipal.
Il candidate à un quatrième mandat consécutif lors des élections municipales du 25 mai 2003, et l'obtient avec un résultat de 64 930 suffrages – 57,46 % des voix exprimées – et 17 conseillers. Il enchaîne avec un cinquième mandat le 27 mai 2007, sa liste totalisant 64 237 voix, ce qui correspond à 57,29 % et encore 17 élus.
Pour les élections législatives du 9 mars 2008, il est choisi pour conduire la liste des candidats du Parti populaire dans les Asturies. À peine deux jours après l'élection, il renonce à siéger au Congrès des députés pour avoir été devancé par la liste du PSOE, quand bien même les deux candidatures recueillent autant de sièges.
À cet échec s'ajoute celui des élections municipales du 22 mai 2011. Pour la première fois depuis 1995, il perd sa majorité absolue. Ses 39 736 ne lui laissent que 34,87 % des exprimés et 11 conseillers municipaux. Son investiture dépend du Forum des Asturies (FAC), parti fondé par Francisco Álvarez-Cascos après que Lorenzo a refusé qu'il soit chef de file du PP pour l'élection régionale organisée le même jour, mais le FAC choisit l'abstention dans la mesure où Lorenzo refuse de renoncer à un grand projet urbain.

### Délégué du gouvernement
Après seize années et demi passées à la mairie d'Oviedo, Gabino de Lorenzo devient, le 6 janvier 2012, délégué du gouvernement dans les Asturies. Âgé de 75 ans, il publie un communiqué le 22 mars 2018 dans lequel il annonce au président du gouvernement Mariano Rajoy son souhait de faire valoir ses droits à la retraite. Il est officiellement relevé de ses fonctions le 24 mars suivant par la vice-présidente Soraya Sáenz de Santamaría et remplacé par le président du PP de Gijón Mariano Marín Albi.